# Senjatrollet

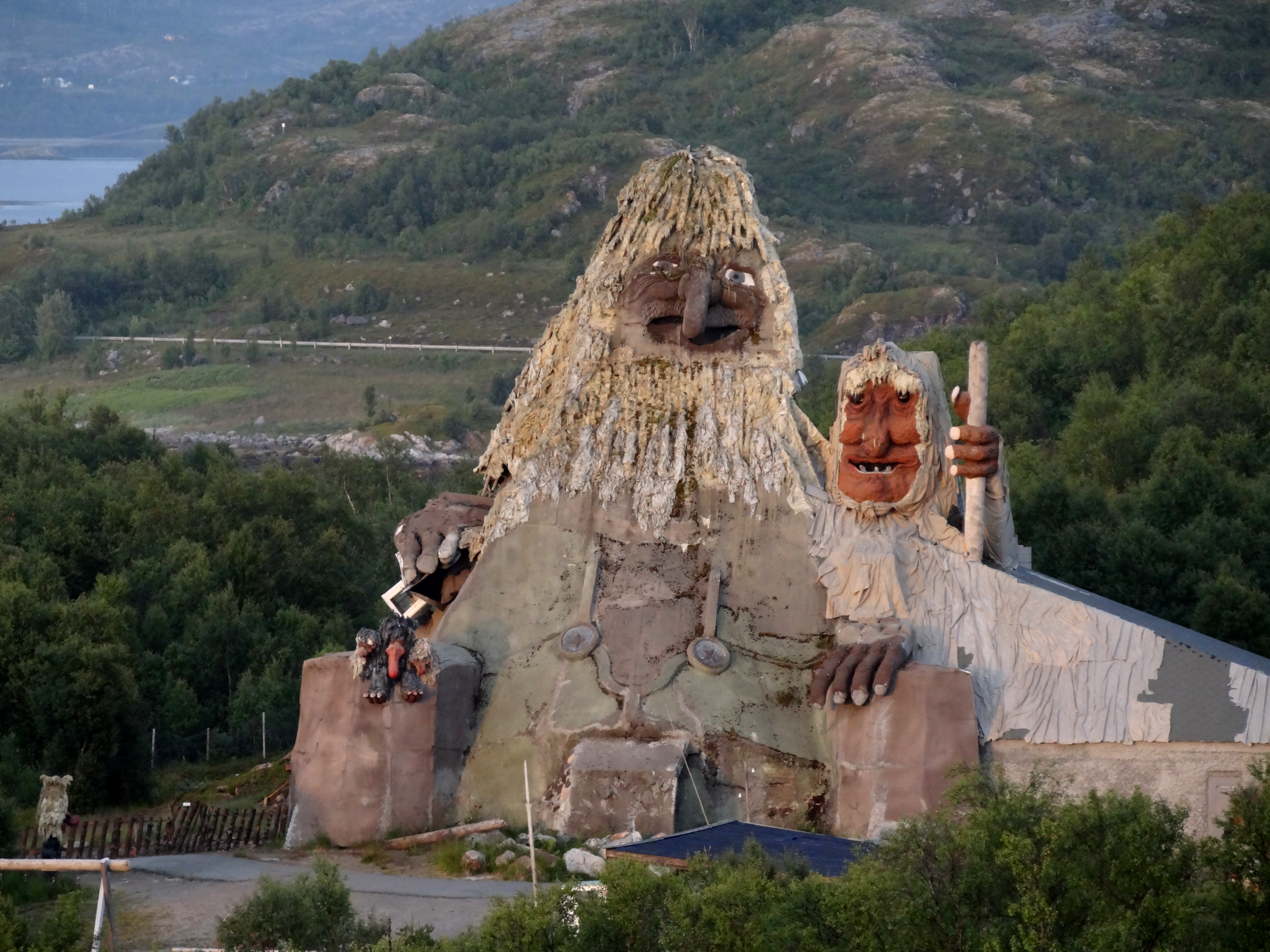
Pár trollů

Senjatrollet byla turistická atrakce v podobě největší sochy trolla na světě na ostrově Senja v Norsku.
Troll spodobňující postavu muže měřil 17,96 metrů, vážil přibližně 125 000 kilogramů a postaven byl mezi lety 1991 až 1993. Následně kolem vznikla celé vesnička, která se rychle stala vyhledávaným turistickým cílem.
V roce 2007 byla vedle trolla Senjatrollet postavena jeho družka jménem Trollkjerringa. Se stavbou se začalo v roce 2005. Socha byla menší, s výškou 14,04 metrů a váhou 74 500 kilogramů. Nalevo od dvojice se nacházel  párek menších trollů a samotné turistické zázemí s restaurací a obchodem.
V březnu roku 2019 troll shořel.